# Campionati europei di nuoto 2010 - 100 metri rana femminili
Le qualifiche per la semifinale si sono svolte la mattina del 10 agosto 2010, mentre la semifinale si è svolta la sera dello stesso giorno. La finale, invece, si è svolta la sera dell'11 agosto 2010.

## Medaglie
| Posizione | Atleta                | Paese     |
| --------- | --------------------- | --------- |
| Oro       | Julija Efimova        | Russia    |
| Argento   | Rikke Møller Pedersen | Danimarca |
| Argento   | Jennie Johansson      | Svezia    |

## Record
Prima della manifestazione il record del mondo (RM), il record europeo (EU) e il record dei campionati (RC) erano i seguenti.
| Record mondiale       | 1'04"45 | Jessica Hardy Stati Uniti | 7 agosto 2009 Federal Way, Stati Uniti |
| Record europeo        | 1'05"41 | Julija Efimova Russia     | 28 luglio 2009 Roma, Italia            |
| Record dei campionati | 1'07"55 | Anna Khlystunova Ucraina  | 2 agosto 2006 Budapest, Ungheria       |

Durante la competizione sono stati migliorati i seguenti record:
| Data      | Evento        | Atleta         | Nazione | Tempo   | Record                |
| --------- | ------------- | -------------- | ------- | ------- | --------------------- |
| 10 agosto | 1ª semifinale | Julija Efimova | Russia  | 1'06"80 | Record dei campionati |
| 11 agosto | Finale        | Julija Efimova | Russia  | 1'06"32 | Record dei campionati |

## Risultati batterie
Sono ammesse alla semifinale solo due atlete per ogni nazione.
| Pos. | Atleta                  | Nazionalità | Tempo        | Batteria     | Corsia       | Note         |
| ---- | ----------------------- | ----------- | ------------ | ------------ | ------------ | ------------ |
| 1    | Rikke Møller Pedersen   | Danimarca   | 1:07.78      | 5            | 4            |              |
| 2    | Julija Efimova          | Russia      | 1:07.96      | 6            | 4            |              |
| 3    | Joline Hoestman         | Svezia      | 1:08.21      | 5            | 3            |              |
| 4    | Jennie Johansson        | Svezia      | 1:08.27      | 6            | 2            |              |
| 5    | Caroline Ruhnau         | Germania    | 1:08.78      | 5            | 5            |              |
| 6    | Anastasia Chaun         | Russia      | 1:08.85      | 5            | 7            |              |
| 7    | Sarah Poewe             | Germania    | 1:08.97      | 4            | 5            |              |
| 8    | Valentina Artemyeva     | Russia      | 1:08.98      | 6            | 5            |              |
| 9    | Chiara Boggiatto        | Italia      | 1:09.25      | 6            | 6            |              |
| 10   | Michela Guzzetti        | Italia      | 1:09.43      | 6            | 3            |              |
| 11   | Marina Garcia Urzainqui | Spagna      | 1:09.80      | 4            | 3            |              |
| 12   | Sara Nordenstam         | Norvegia    | 1:10.08      | 4            | 8            |              |
| 13   | Elise Matthysen         | Belgio      | 1:10.09      | 4            | 6            |              |
| 14   | Petra Chocová           | Rep. Ceca   | 1:10.11      | 4            | 1            |              |
| 15   | Katharina Stiberg       | Norvegia    | 1:10.36      | 3            | 5            |              |
| 16   | Angeliki Exarchou       | Grecia      | 1:10.41      | 5            | 6            |              |
| 17   | Svitlana Bondarenko     | Ucraina     | 1:10.59      | 3            | 4            |              |
| 18   | Helena Pikhartova       | Rep. Ceca   | 1:10.67      | 6            | 8            |              |
| 19   | Rebecca Ejdervik        | Svezia      | 1:10.73      | 3            | 6            |              |
| 20   | Paulina Zachoszcz       | Polonia     | 1:10.77      | 4            | 2            |              |
| 21   | Moniek Nijhuis          | Paesi Bassi | 1:10.92      | 6            | 1            |              |
| 22   | Nađa Higl               | Serbia      | 1:10.97      | 2            | 5            |              |
| 23   | Stephanie Spahn         | Svizzera    | 1:11.20      | 5            | 8            |              |
| 24   | Alena Alekseeva         | Russia      | 1:11.21      | 4            | 7            |              |
| 25   | Kim Janssens            | Belgio      | 1:11.22      | 5            | 1            |              |
| 26   | Zuzana Mimovicova       | Slovacchia  | 1:11.37      | 2            | 1            |              |
| 27   | Louise Jansen           | Danimarca   | 1:11.68      | 2            | 3            |              |
| 28   | Rebecca Ajulubushell    | Regno Unito | 1:11.80      | 4            | 4            |              |
| 29   | Agnieszka Ostrowska     | Polonia     | 1:11.81      | 2            | 4            |              |
| 30   | Krisztina Kovacs        | Ungheria    | 1:11.83      | 2            | 8            |              |
| 31   | Yuliya Banach           | Israele     | 1:11.86      | 3            | 3            |              |
| 32   | Brigitta Gregus         | Ungheria    | 1:11.87      | 1            | 5            |              |
| 33   | Anastasia Korotkov      | Israele     | 1:12.14      | 3            | 2            |              |
| 34   | Sandra Swierczewska     | Austria     | 1:12.27      | 2            | 2            |              |
| 35   | Buse Guenaydin          | Turchia     | 1:12.41      | 3            | 7            |              |
| 36   | Ganna Dzerkal'          | Ucraina     | 1:12.42      | 3            | 1            |              |
| 37   | Kristyna Kolarova       | Rep. Ceca   | 1:13.34      | 3            | 8            |              |
| 38   | Reka Pecz               | Ungheria    | 1:13.54      | 1            | 4            |              |
| 39   | Raminta Dvarishkyte     | Lituania    | 1:13.55      | 1            | 3            |              |
| 40   | Anastasia Christoforou  | Cipro       | 1:13.59      | 1            | 7            |              |
| 40   | Jovana Bogdanovic       | Serbia      | 1:13.59      | 2            | 6            |              |
| 42   | Jane Trepp              | Estonia     | 1:13.68      | 1            | 1            |              |
| 43   | Karen Vapper            | Estonia     | 1:13.95      | 1            | 2            |              |
| 44   | Uschi Halbreiner        | Austria     | 1:14.12      | 1            | 6            |              |
| 45   | Borbala Boszormenyi     | Ungheria    | 1:14.23      | 2            | 7            |              |
|      | Tanja Smid              | Slovenia    | squalificata | squalificata | squalificata | squalificata |
|      | Kate Haywood            | Regno Unito | squalificata | squalificata | squalificata | squalificata |

## Semifinali
| Pos. | Atleta                  | Nazionalità | Batteria | Corsia | Tempo   | Note                  |
| ---- | ----------------------- | ----------- | -------- | ------ | ------- | --------------------- |
| 1    | Julija Efimova          | Russia      | 1        | 4      | 1:06.80 | Record dei campionati |
| 2    | Rikke Møller Pedersen   | Danimarca   | 2        | 4      | 1:07.49 |                       |
| 3    | Joline Hoestman         | Svezia      | 2        | 5      | 1:07.85 |                       |
| 4    | Jennie Johansson        | Svezia      | 1        | 5      | 1:08.21 |                       |
| 5    | Sarah Poewe             | Germania    | 2        | 6      | 1:08.49 |                       |
| 6    | Caroline Ruhnau         | Germania    | 2        | 3      | 1:08.63 |                       |
| 7    | Michela Guzzetti        | Italia      | 2        | 2      | 1:08.69 |                       |
| 8    | Anastasia Chaun         | Russia      | 1        | 3      | 1:08.79 |                       |
| 9    | Chiara Boggiatto        | Italia      | 1        | 6      | 1:08.84 |                       |
| 10   | Sara Nordenstam         | Norvegia    | 2        | 7      | 1:09.39 |                       |
| 11   | Marina Garcia Urzainqui | Spagna      | 1        | 2      | 1:09.52 |                       |
| 11   | Katharina Stiberg       | Norvegia    | 1        | 1      | 1:09.52 |                       |
| 13   | Angeliki Exarchou       | Grecia      | 2        | 8      | 1:10.01 |                       |
| 14   | Petra Chocová           | Rep. Ceca   | 2        | 1      | 1:10.27 |                       |
| 15   | Svitlana Bondarenko     | Ucraina     | 1        | 8      | 1:10.47 |                       |
| 16   | Elise Matthysen         | Belgio      | 1        | 7      | 1:10.61 |                       |

## Finale
| Pos. | Atleta                | Nazionalità | Corsia | Tempo   | Note                  |
| ---- | --------------------- | ----------- | ------ | ------- | --------------------- |
|      | Julija Efimova        | Russia      | 4      | 1:06.32 | Record dei campionati |
|      | Rikke Møller Pedersen | Danimarca   | 5      | 1:07.36 |                       |
|      | Jennie Johansson      | Svezia      | 6      | 1:07.36 |                       |
| 4    | Joline Hoestman       | Svezia      | 3      | 1:07.98 |                       |
| 5    | Sarah Poewe           | Germania    | 2      | 1:08.60 |                       |
| 6    | Caroline Ruhnau       | Germania    | 7      | 1:08.68 |                       |
| 7    | Michela Guzzetti      | Italia      | 1      | 1:08.70 |                       |
| 8    | Anastasia Chaun       | Russia      | 8      | 1:09.19 |                       |